# Cherrocrius
Cherrocrius is een geslacht van kevers uit de familie Vesperidae. De wetenschappelijke naam van het geslacht werd in 1898 gepubliceerd door Berg.

## Soorten
Cherrocrius is monotypisch en omvat slechts de volgende soort:
- Cherrocrius bruchi Berg, 1898